# Суховершки звичайні
Суховершки звичайні (Prunella vulgaris) — вид трав'янистих рослин родини глухокропивові (Lamiaceae), поширений в Євразії й Північній Америці. Етимологія: лат. vulgaris — «поширений, звичайний».

## Опис
Як правило, багаторічні трави 5–30 см заввишки. Стебла при основі значно гіллясті, висхідні, вкорінені, 4-кутні, рідко короткошерсті вздовж краю, як правило, частково фіолетово. Листки супротивні, черешки 0.7–2.5 см; пластини від ланцетних до яйцевидих, 1.5–6 × 0.6–2.5 см, з тупим кінцем, волохаті, від з цілими краями до мало і неглибоко тупо-зубчастими. Приквітки фіалкові, широко серцеподібні, близько 7 × 11 мм, загострені. Суцвіття — щільні, колосоподобні на кінцях стебел, 2–4 см. Квіти: віночки синювато-фіалкові, іноді червонуваті або білі, 8–15 мм завдовжки, двогубі; верхні губи опуклі, нижні губи із зубчастими краями. Чашечки вузько дзвонові, двогубі, 5-лопатеві. Тичинок 4, з яких 2 коротких, 2 довгих. Плоди 4-дольні. Напівплодики злегка сплюснуті, жовтувато-коричневі з темними смугами, основи з м'якої тканини.

## Поширення
Північна Африка (Алжир, Марокко, Туніс); Азія (Вірменія, Азербайджан, Грузія, Росія, Китай, Японія, Казахстан, Киргизстан, Таджикистан, Туркменістан, Узбекистан, Монголія, Афганістан, Кіпр, Іран, Ірак, Ліван, Сирія, Туреччина, Бутан, Індія, Непал, Пакистан); Європа (Білорусь, Естонія, Латвія, Литва, Молдова, Україна, Австрія, Бельгія, Чехословаччина, Німеччина, Угорщина, Нідерланди, Польща, Швейцарія, Данія, Фарерські острови, Фінляндія, Ірландія, Норвегія, Швеція, Велика Британія, Албанія, Болгарія, колишня Югославія, Греція, Італія, Румунія, Франція, Португалія (вкл. Мадейра), Іспанія (вкл. Канарські острови)); Північна Америка (Канада, США). Широко натуралізований вид. Населяє луки, сухі луки, пасовища, пустирі, береги, газони, двори, широколисті ліси.
В Україні зростає в лісах, на луках, іноді як бур'ян майже по всій території.

## Використання
Використовується в Азії як традиційна лікарська рослина при різних недугах. Використовується в косметичній промисловості при виробництві препарату для захисту шкіри від ультрафіолетового випромінювання.

## Галерея

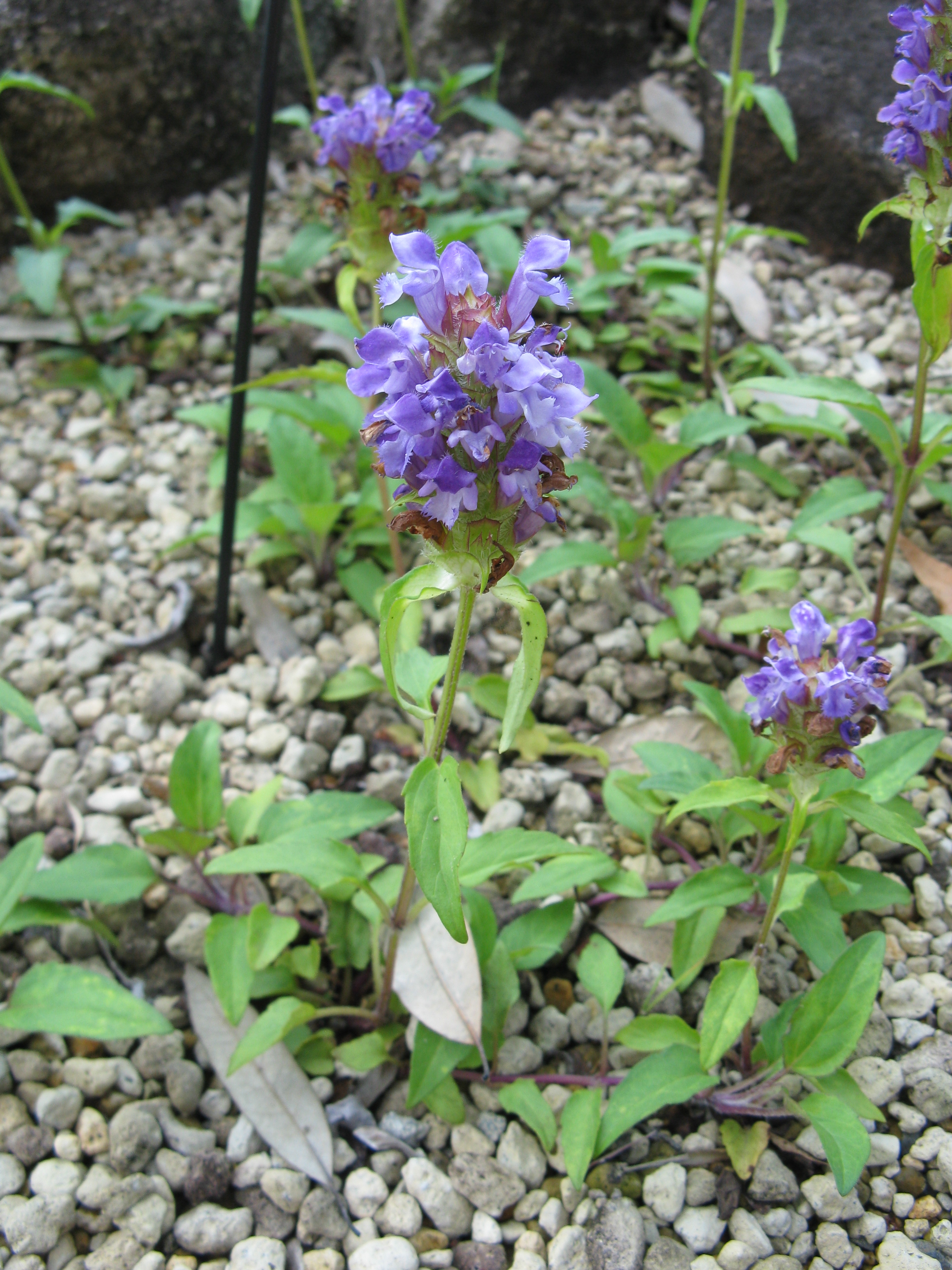
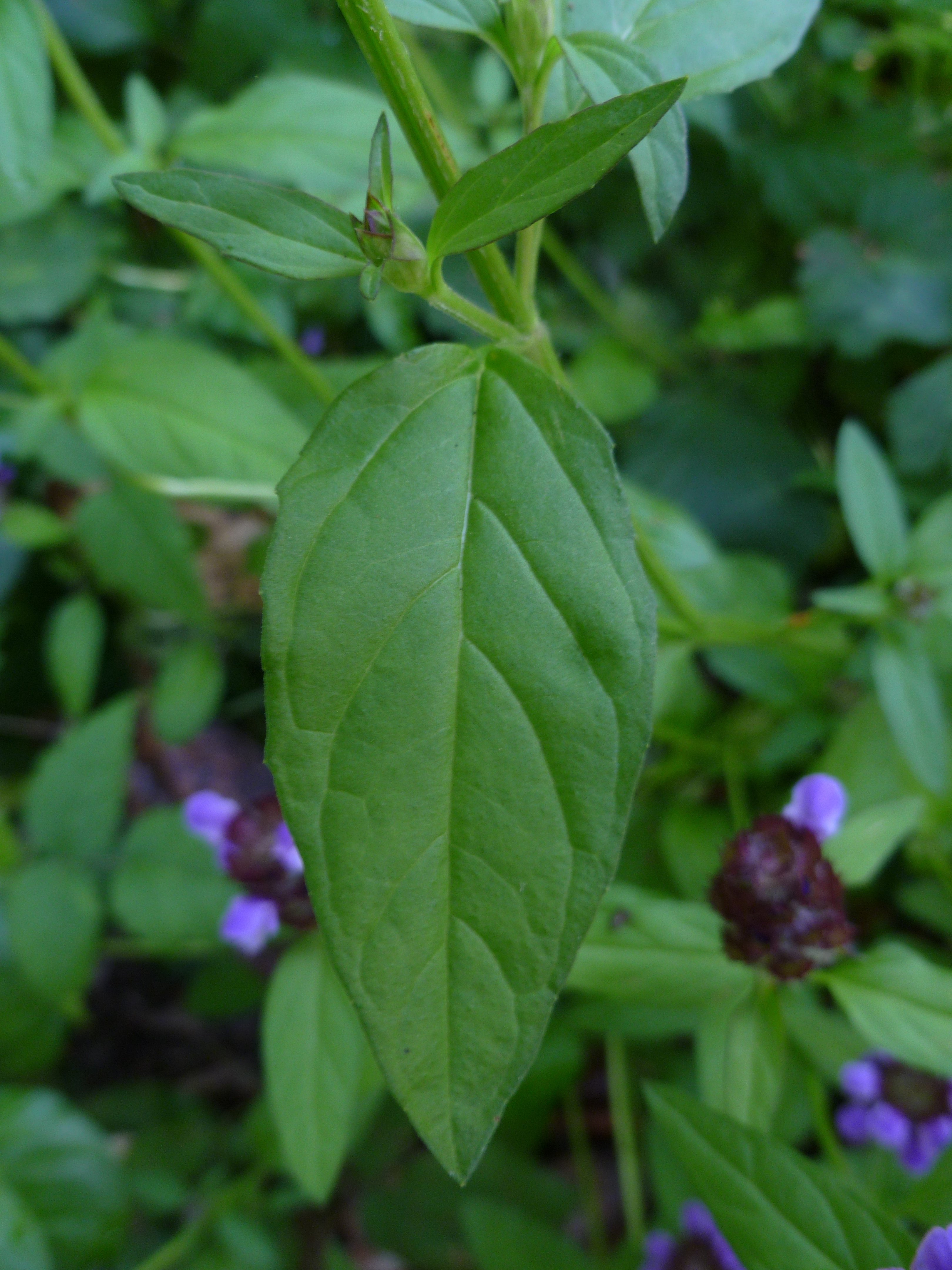
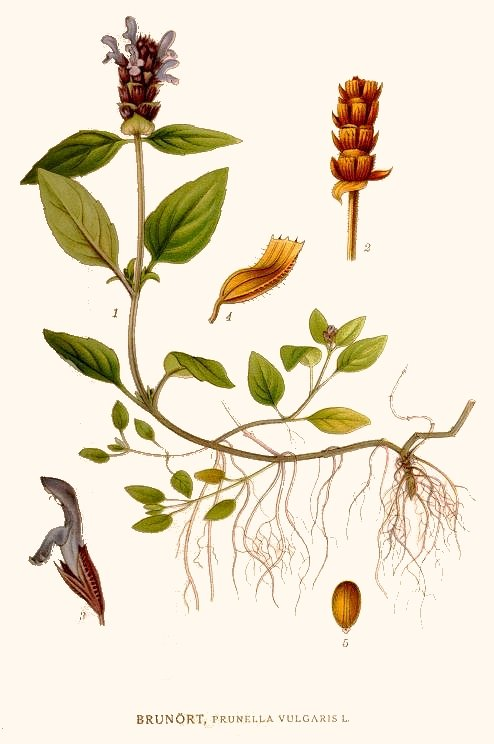